# The Undead (film)
The Undead is een Amerikaanse horrorfilm uit 1957. De film werd geregisseerd door Roger Corman. Hoofdrollen werden vertolkt door Pamela Duncan, Richard Garland, Allison Hayes, en Val Dufour.

## Verhaal
De film volgt het verhaal van de prostituee Diana Love, die door de psychisch begaafde Quintis in een hypnotische trance wordt gebracht. Hierdoor komt ze terecht in een vorig leven, waarin ze Helene was, een middeleeuwse vrouw die werd veroordeeld voor hekserij. Diana probeert dit te voorkomen door de geschiedenis te veranderen.

## Rolverdeling
| Acteur          | Personage              | Opmerkingen       |
| --------------- | ---------------------- | ----------------- |
| Pamela Duncan   | Diana Love / Helene    |                   |
| Richard Garland | Pendragon              |                   |
| Allison Hayes   | Livia, heks            |                   |
| Val Dufour      | Quintus Ratcliff       |                   |
| Mel Welles      | Smolkin, de grafdelver |                   |
| Dorothy Neumann | Meg Maud, heks         |                   |
| Billy Barty     | The Imp                |                   |
| Bruno VeSota    | Scroop, de herbergier  | als Bruno Ve Sota |
| Richard Devon   | Satan                  |                   |

## Achtergrond
De film werd grotendeels opgenomen in een omgebouwde supermarkt. Het filmproces was in amper 6 dagen klaar.
Hoofdrolspeelster Allison Hayes deed later ook mee in de film Attack of the 50 Foot Woman (1958). The Undead werd bespot in de cultserie Mystery Science Theater 3000 gedurende het achtste seizoen.